# Falsobuntonia
Falsobuntonia is een geslacht van kreeftachtigen uit de klasse van de Ostracoda (mosselkreeftjes).

## Soorten
- Falsobuntonia antarctica Blaszyk, 1987 †
- Falsobuntonia chiangpinga Hu & Tao, 2008
- Falsobuntonia chuangchihi Hu & Tao, 2008
- Falsobuntonia cucurbitacea Hu & Tao, 2008
- Falsobuntonia deglabralia Hu & Tao, 2008
- Falsobuntonia hayamii (Howe & Chambers, 1935)
- Falsobuntonia hsiungniensis Hu & Tao, 2008
- Falsobuntonia taiwanica Malz, 1982 †